# Druig
Druig est un personnage fictif créé par Marvel Comics. Il est apparu pour la première fois dans Eternals #11, en mai 1977.
Il fait partie de la race des Éternels.

## Biographie fictive
Druig est un Éternel, une race ancienne très puissante créée par les Célestes.
Au XXe siècle, il était agent du KGB, qui l'employait pour torturer des prisonniers de guerre. 
Lorsque le Céleste Zirann arriva à Polaria, la cité sibérienne, il tenta de le tuer mais il fut mortellement blessé par son cousin Ikaris. Ses restes furent récupérés par les Célestes.
On revit Druig dans la mini-série Eternals, en 2006, en tant que premier ministre de Vorozheika, un État indépendant situé en Russie. Il organisa l'enlèvement de scientifiques lors d'une fête d'ambassade organisée par Circé (tous les Éternels ignorant alors leur origine, sauf Ikaris). Lors de la prise d'otage, ses mercenaires paniquèrent et lui firent perdre le contrôle de la situation. C'est à ce moment, qu'il se 'réveilla'.
Il retourna en Vorozheika et, grâce à ses nouveaux pouvoirs, commandita un coup d'État sanglant.
Récemment, Druig s'est lancé à la recherche d'autres Éternels 'en sommeil' (qu'il 'réveille' en modifiant les souvenirs), dans le but de stopper le Céleste Rêveur et devenir le chef incontesté de sa race.

## Pouvoirs spéciaux
- En tant qu’Éternel, Druig possède tous les pouvoirs propre à sa race.
- Il a maîtrisé son contrôle de l'énergie cosmique et est devenu un maître du contrôle. Il peut hypnotiser par un simple regard, ou même contrôler des machines à distance.
- Télépathe, il peut lire dans les souvenirs des autres et cacher sa présence.

## Apparitions dans d'autres médias
Il apparaitra au cinéma en 2021, sous les traits de Barry Keoghan, dans Les Éternels de Chloé Zhao, film de l'univers cinématographique Marvel.